# رنگینک-ژیان‌مرغ کاکل‌زعفرانی
رنگینک-ژیان‌مرغ کاکل‌زعفرانی (نام علمی: Neopelma chrysocephalum) نام یک گونه از سرده نوکف‌پایی‌ها است.